# Ray Ford
Ray Ford est un acteur, producteur et réalisateur américain. Il est notamment connu pour ses rôles dans les séries télévisée Don't Trust the B---- in Apartment 23 et Maggie.

## Filmographie

### Cinéma
- 2004 : Brother to Brother : Wally
- 2007 : Cover : le concierge

### Télévision

#### Séries télévisées
- 1990 : Against the Law : RJ242
- 2005–2019 : Grey's Anatomy : Ray Sutera, l'ambulancier (17 épisodes)
- 2006 : So Notorious : Usher
- 2011 : Switched : Agent de crédit
- 2011 : Man Up : Rick
- 2012 : Touch : un employé
- 2012–2013 : Don't Trust the B---- in Apartment 23 : Luther Wilson (22 épisodes)
- 2013 : Bonne chance Charlie : Donald
- 2013 : Jessie : Harold
- 2015 : Game Shakers : Becker
- 2016–2017 : The Real O'Neals : Steve le coloriste (4 épisodes)
- 2018–2019 : Bienvenue chez les Huang : Mr. Tim (4 épisodes)
- 2019 : Kingpin Katie : Screamin' Eddie (4 épisodes)
- 2022 : Maggie : Angel (13 épisodes)

#### Séries d'animation
- 2013 : High School USA! : Nico Ninja (voix)

#### Téléfilms
- 2014 : Fatrick : Maurice[3]